# Francesco Sforza
Francesco Sforza (parfois francisé en François Sforza), né le 23 juillet 1401 à San Miniato et mort le 8 mars 1466 à Milan, est un chef de guerre devenu duc de Milan, qui a marqué le XVe siècle.

## Biographie

### Le condottiere
Francesco Sforza est le fils naturel de Muzio Attendolo « Sforza » et de Lucia Terzani de Marsciano. Son père est un condottiere originaire de Pescara, qui a tour à tour combattu au service des Visconti, puis de Florence, et enfin des ducs d'Anjou de Naples. Lorsqu'il meurt, en 1424, François lui succède à la tête de ses mercenaires et continue sa carrière de condottiere, se vendant au plus offrant.
Il se met au service de Jeanne II de Naples pour qui il assiège Naples. Puis, dans les années 1430, il se met au service des Visconti de Milan contre Venise et le pape Eugène IV, auquel il enlève la marche d'Ancône. En 1434, le pontife, exilé à Florence, lui offre le titre de vicaire pontifical, de marquis de Fermo et de gonfalonnier de l'Église en échange de son service contre Milan. Une fois la paix conclue entre Milan, Florence et Venise, Sforza se constitue, en 1435, une petite principauté dans les États pontificaux après s'être emparé d'Ascoli, d'Osimo, de Recanati et de Lorette. En 1438, il devient capitaine général de Venise. Il écrase le condottiere Piccinino qui, au service de Milan, attaque Vérone, et fait 2 000 prisonniers. L'été suivant, pour faire diversion, Piccinino envahit la Toscane. Son armée affronte celle de Sforza le 29 juin 1440 à Anghiari, Sforza remportant une victoire écrasante au service des Florentins et des Vénitiens, alliés contre Milan.
Battu par les troupes coalisées de Florence et de Rome, le duc de Milan, Philippe Marie Visconti, signe la paix à Crémone en 1441, paix qui le réconcilie avec Sforza. Celui-ci épouse sa fille illégitime Blanche Marie Visconti à Crémone dans l'église San Sigismondo et obtient la promesse de succéder à son beau-père lorsqu'il décédera. Toujours méfiant, Philippe Marie n'assiste pas à la noce et prend soin de déshériter sa fille illégitime de la succession du duché. Sforza obtient en dot les villes de Crémone et de Pontremoli. Au cours des années qui suivent, cependant, le vieux duc tente le plus possible d'écarter son gendre du pouvoir.
Philippe Marie Visconti meurt le 15 août 1447 alors que les Vénitiens menacent Milan, après avoir choisi pour héritier Alphonse d'Aragon. La nouvelle parvient à Sforza alors qu'il se trouve à Cotignola en Romagne. Les prétendants sérieux se multiplient : le duc Louis de Savoie (beau-frère du décédé), le marquis Jean IV de Montferrat, Charles d'Orléans (fils de Valentine Visconti), Alphonse V d'Aragon et, bien sûr, François Sforza. Les Milanais font fi de tout ce beau monde et proclament la République ambrosienne, qui entraîne, malheureusement pour elle, la défection des principales cités du duché. Pavie et Parme revendiquent leur indépendance, Lodi et Plaisance se donnent aux Vénitiens.
Voulant éviter la division du duché, la République fait appel à Francesco Sforza, qui reconquiert Lodi et Plaisance, après avoir fait subir à cette dernière des bombardements intensifs, et s'impose seigneur de Pavie. Sa femme Bianca Maria tient Crémone. En 1448, la guerre reprend, les notables milanais n'ont plus d'argent. Sforza doit affronter Venise d'une part et la République ambrosienne d'autre part. Il contraint Venise à signer un accord le 18 octobre à Rivatella après l'avoir battue à Caravaggio et fait de nombreux prisonniers. Sforza consent à lui céder Brescia et Crema en échange de sa reconnaissance comme seigneur de tous les territoires qu'il réussira à conquérir. La Sérénissime s'engage de son côté à soutenir ses prétentions au duché de Milan en échange d'une frontière sur l'Adda. Sforza s'empare alors de Pavie, Novare et Alexandrie avant de mettre le blocus devant Milan. En février, une émeute éclate, la population affamée renverse la République, les Milanais doivent négocier avec Sforza qui entre dans la ville le 26 février 1450. Le 22 mars, il fait son entrée solennelle dans Milan avec à ses côtés Bianca Maria et son fils Galéas Marie. Il est investi des insignes ducaux dans la cathédrale et devient le prince de l'État le plus riche d'Italie.

### Le duc
Tel un nouveau César, intelligent, rusé et courageux, il adopte la figure d'un capitaine victorieux aimé de la Fortune et doté de la virtù. Il se consacre désormais à la difficile tâche de gouverner Milan. Lors de sa première entrée dans la ville en février 1450, il s'engage à faire régner la justice, à garantir le droit de chacun et à maintenir la paix sans autre précision. Il promet d'être un père et un bon compatriote, se présente comme l'héritier des Visconti et de leur longue tradition de princes chrétiens. Le 3 mars suivant, les délégués de la ville doivent prêter un serment de fidélité éternelle et de sujétion, à lui et à ses descendants. Le 11 mars, lors d'une assemblée générale, la translation solennelle de la seigneurie et du duché est ratifiée.
Il jouit alors d'un pouvoir absolu et n'a pas à donner d'explications sur ses ordres. Il tient le duché mais l'État est aussi une res publica, avec sa loi qui forme le lien entre le prince et le peuple.
Francesco Sforza qui n'a plus désormais intérêt à prolonger l'état de guerre permanent que connaît l'Italie, consacre ses premières années de gouvernement à négocier une paix à long terme avec ses voisins. Le compromis de Lodi de 1454, signé par Milan, Florence et Venise, et la Ligue italique, formée la même année et comprenant ces trois villes plus les États pontificaux et le royaume de Naples, apportent une paix relative dans la péninsule qui va durer plus de 25 ans.
En 1455, il établit pour la première fois dans l'histoire de la diplomatie une mission diplomatique permanente auprès de la république de Gênes. Au cours des années qui suivent, il est imité par la majorité des souverains d'Italie et finalement d'Europe.
L'empereur Fréderic III refuse de le reconnaître comme duc et comme vicaire impérial de la Lombardie, ce qui le fragilise. Prêt à tout pour obtenir cette reconnaissance, il va même jusqu'à faire rédiger un faux acte de donation de Philippe Marie par la chancellerie. Il noue des liens avec le seul véritable roi en Italie, Alphonse de Naples, puis après sa mort en 1458 avec Ferdinand Ier. Sa fille Ippolita épouse son fils en 1465 et son fils Sforza Maria est fiancé à une de ses sœurs, Éléonore, et prend le titre de duc de Bari.

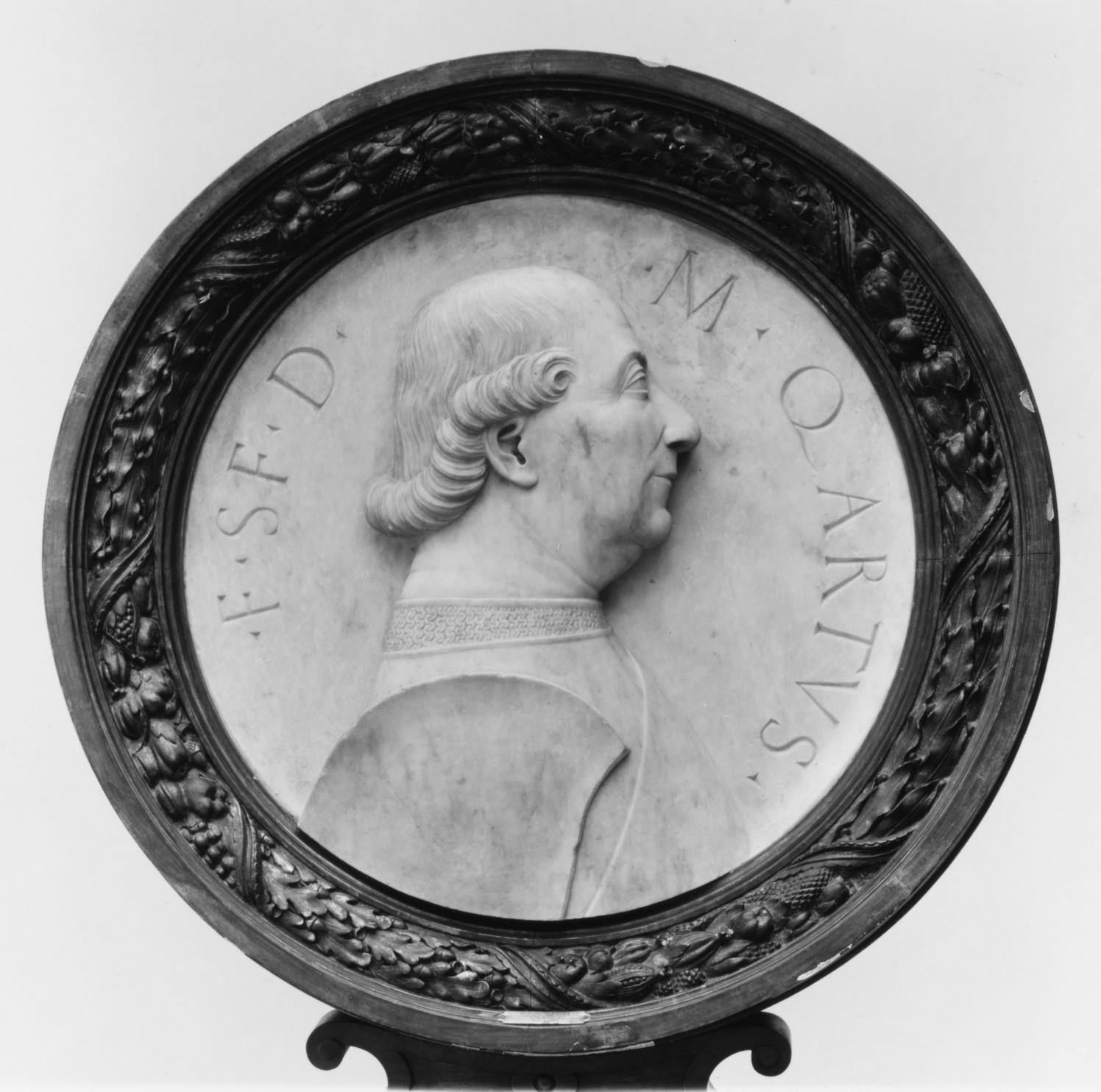
Francesco Sforza. Marbre, médaillon en bas-relief, Metropolitan Museum of Art, New York.

Fort du soutien de Côme de Médicis et du roi de France, il signe en 1464 un traité avec Louis XI de France qui lui cède la ville de Gênes.
Sforza est alors considéré comme l'homme le plus puissant d'Italie. En politique intérieure, il a mis en place un gouvernement très centralisé à Milan et c'est lui qui fait entrer sa ville de plain-pied dans la Renaissance. Ses enfants sont éduqués par des humanistes célèbres. L'écrivain et poète Antonio Cornazzano écrit, en 1454, la Sforziade, poème épique qui célèbre la geste du duc ainsi qu'un Libro sull'arte del danzare (Livre sur l'art de danser) pour Ippolita Maria Sforza, fille du duc.
Sforza et sa femme, qui est populaire auprès des Milanais et bonne diplomate, entretiennent des relations avec presque tous les princes, par le sang ou par les mariages de leurs enfants avec les seigneurs de Ferrare, Bologne, Urbino et Pesaro, ainsi qu'avec les grandes familles de condottieres comme les Fogliani, les Sanseverneschi et les Mauruzzi da Tolendino. Il a de bons rapports avec ses voisins de Mantoue, les Gonzague, et de Ferrare, les Este et envoie même son fils Galeazzo Marie parfaire son éducation auprès de Borso d'Este.
Embarrassé par une naissance modeste et confronté à l'obstination de l'empereur à ne pas le reconnaître comme duc de Milan, Francesco Sforza met en avant sa propre vertu militaire et le prestige transmis par son père, illustre soldat. Dans les années 1450 et 1460, les humanistes Antonio de' Minuti, Francesco Filelfo, Pier Candido Decembrio et Lodrisio Crivelli écrivent des biographies de Sforza qui toutes débutent par des éloges de Muzio Attendolo.
Après sa mort en 1466, sa dynastie se maintiendra en place tant bien que mal avec des successeurs moins compétents que lui. Son fils aîné, Galéas Marie, prendra sa suite.

### Revenus
Devenu seigneur de Milan, Francesco Sforza tire une partie de ses ressources de la succursale Médicis de Milan dont il est aussi le premier emprunteur et le premier client. Les comptes de l'année 1459-1460 montrent que 47 % des profits de la banque viennent de la vente de soieries, de brocards d'or et de joyaux à la cour des Sforza. Le montant des intérêts de ses emprunts représente 35 % des profits. En 1467, sa dette atteint la somme énorme de 179 000 ducats. L'argent emprunté aux Médicis est investi dans les œuvres de Bien public, mais surtout dans les dépenses occasionnées par le maintien d'un cour princière.

## Un prince architecte

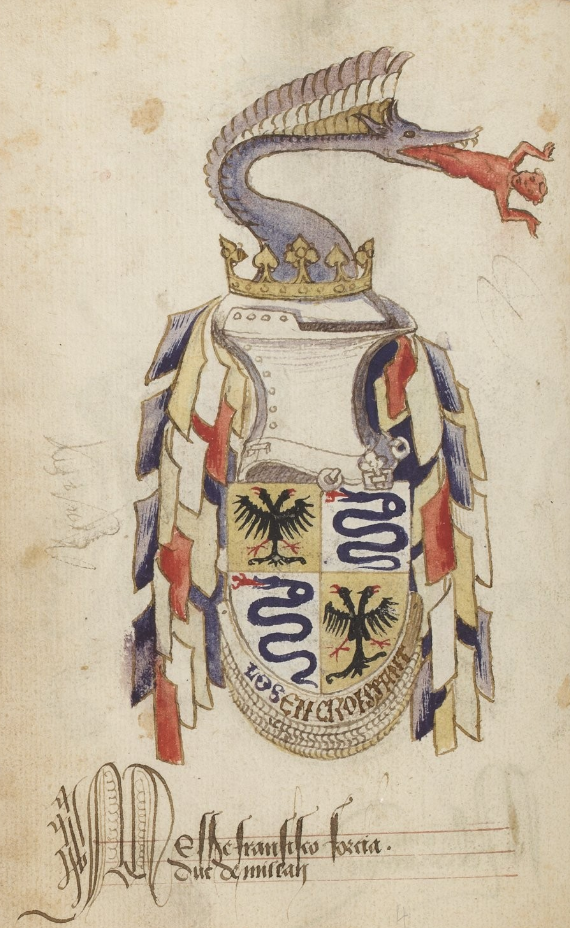
Armoiries de Francesco Forza (statuts de l'Ordre du Croissant).

Francesco Sforza exprime son pouvoir par une politique d'urbanisme et de construction. Aussitôt sa prise de pouvoir à Milan, il fait reconstruire le château de la Porta Giovia. Il charge son ingénieur militaire Bartolomeo Gadio de la réalisation de cette forteresse qui tourne le dos à la ville. Pour assurer les frontières du duché, il fait ériger des citadelles qu'il confie à des condottieres de confiance. Passionné par l'architecture, il correspond avec Côme de Médicis pour lui demander des plans et des architectes. Il ne parvient toutefois pas toujours à imposer ses goûts personnels du fait des traditions locales. Ses conseillers, et notamment Cicco Simonetta, l'encouragent à adopter un style radicalement neuf pour ses constructions. Celui-ci s'incarne dans l'activité du sculpteur et architecte Antonio Filarete, dit Le Filarète, qu'il fait venir à Milan en 1451.
Son fidèle compagnon d'armes Bartolomeo Gadio administre ses projets architecturaux dont les maîtres d'œuvre sont des Florentins, Benedetto Ferrini et Antonio Filarete. En 1451, il oblige les maîtres de la fabrique de la cathédrale à nommer l'architecte Giorgio degli Organi à la tête du chantier. À sa mort en 1452, les fabriciens le remplacent par Giovanni Solari auquel Sforza adjoint Filarete qui ne parviendra pas à s'imposer face aux maîtres lombards. Malgré tous ses efforts, les édifices construits à Milan sous le règne de Sforza ont un style particulier qui allie les acquis de la Renaissance florentine à la tradition lombarde.
Prince chrétien, il entreprend la construction de nombreux couvents associés au mouvement de Réforme de l'Église. Bianca Maria apporte sa légitimité et sa réputation de princesse pieuse en s'investissant dans ces projets. À partir de 1463, le couple ducal fait reconstruire l'église San Sigismondo de Crémone pour commémorer le lieu de son mariage. À Milan, de nombreuses églises conventuelles sont édifiées dont, en 1451, Santa Maria Incoronata, chef d'ordre des ermites augustins en Lombardie, qui deviendra la nécropole des membres de la cour. Le couple ducal favorise l'établissement de la communauté dominicaine observante de Santa Maria delle Grazie à Milan dont il finance la nouvelle église ; il soutient la réforme franciscaine des Amadeiti, fondée par Amadeo da Silva au milieu du siècle, et fait reconstruire l'église de Santa Maria de Bressanoro à Castelleone à partir de 1460 et une nouvelle église à Milan, Santa Maria della Pace.
Désireux de faire oublier à ses sujets l'effet désastreux de la reconstruction du château et se souciant de leur santé, Francesco Sforza finance sur ses deniers personnels et par la vente d'indulgences la construction de l'Ospedale Maggiore, inspiré par l'hôpital Santa Maria Nuova de Florence, et dont il confie la réalisation à Filarete.

## Descendance
La première épouse de Francesco Sforza est la comtesse de Montalto, Polissena Ruffo (it) de Calabria (NC-1420), veuve de Giacomo de Mailly (it), qui lui donne une fille, Antonia Polissena Sforza (morte jeune peut-être empoisonnée).
La seconde épouse de Francesco Sforza est Maria Caldora (it) mais le mariage est annulé par le pape Martin V.
De sa troisième épouse, Blanche Marie Visconti (1425-1468), on lui connaît huit enfants :
- Galéas Marie (1444-1476), duc de Milan de 1466 à 1476, mort assassiné ;
- Ippolita Maria (1445-1488), mariée à Alphonse II d'Aragon roi de Naples ;
- Filippo Maria (it) (1448-1492), comte de Corse ;
- Sforza Maria (it) (1449-1479), duc de Bari ;
- Ludovic (1452-1508), duc de Bari à la mort de son frère Sforza puis duc de Milan de 1494 à 1508 ;
- Ascanio Maria (1455-1505), abbé de Chiaravalle, évêque de Pavie, de Crémone, de Pesaro et de Novare, cardinal le 6 mars 1484 ;
- Elisabetta Maria (it) (1456-1472), épouse de Guillaume VIII de Montferrat ;
- Ottaviano Maria (it) (1458-1477), comte de Lugano.

Francesco eut par ailleurs un nombre important d'enfants illégitimes :
- Isolea/Isotta (ca 1425 - ca 1485) qui épouse, en 1440, Andrea Matteo II d’Acquaviva, 5e duc d'Atri puis, en 1446, Giovanni Mauruzi da Tolentino, comte de Stacciola ;
- Polissena (ca 1426-1449), née de Giovanna d'Acquapendente (it), qui épouse, en 1443, Sigismondo Pandolfo Malatesta, seigneur de Rimini et qui meurt étranglée sur ordre de son mari ;
- Tristano (it) (1429-1477) qui épouse, en 1457, Béatrice d'Este (1427-NC), fille de Nicolas III d'Este, seigneur de Ferrare et de Modène ;
- Sforza Secondo (it) (1435-1491), né de Giovanna d'Acquapendente (it), seigneur puis comte de Borgonovo, gouverneur de Plaisance, qui épouse, en 1451, la comtesse Antonia Dal Verme (it) ;
- Drusiana (it) (1436-1474), née de Giovanna d'Acquapendente (it), qui épousa, en 1445, Giano Ier Fregoso (it) , doge de Gênes puis, en 1464, Jacopo Piccinino, prince de Sulmona[3] ;
- Polidoro (1445-1475) ;
- Fiordelisa (1447-1522) qui épouse, en 1462, Guidaccio Manfredi de la famille des seigneurs d'Imola et Faenza ;
- Bianca Francesca (1448-1516) qui est abbesse de Santa Monica à Crémone ;
- Griselda (1452-1501) ;
- Beatrice (1455-1493) ;
- Bona Francesca (1456-1498) ;
- Giovanni Maria (1461-1520) qui est archevêque de Gênes ;
- Ottaviana (1461-1513) ;
- Giulio (1463-1495) qui est abbé de Santa Maria della Scala à Milan.

### Sources primaires
- (it) Luciano Moroni Stampa ( éd.) et Giuseppe Chiesi ( éd.), Ticino ducale : il carteggio e gli atti ufficiali, vol. I : Francesco Sforza, t. I : 1450-1455, Bellinzone, Edizioni dello Stato del Cantone Ticino, 1993, XLVII-472 p. (ISBN 88-7713-206-X).
- (it) Luciano Moroni Stampa ( éd.) et Giuseppe Chiesi ( éd.), Ticino ducale : il carteggio e gli atti ufficiali, vol. I : Francesco Sforza, t. II : 1456-1461, Bellinzone, Edizioni dello Stato del Cantone Ticino, 1994, XVI-480 p. (ISBN 88-7713-210-8).
- (it) Luciano Moroni Stampa ( éd.) et Giuseppe Chiesi ( éd.), Ticino ducale : il carteggio e gli atti ufficiali, vol. I : Francesco Sforza, t. III : 1462-1466, Bellinzone, Edizioni dello Stato del Cantone Ticino, 1995, XVII-627 p. (ISBN 88-7713-231-0).